# Moreno Costanzo
Moreno Costanzo (* 20. února 1988, Wil, Švýcarsko) je švýcarsko-italský fotbalový záložník, který hraje v klubu BSC Young Boys. Je reprezentantem Švýcarska.

## Klubová kariéra
S dospělým fotbalem začínal ve Švýcarsku v klubu FC St. Gallen, v sezoně 2006/07 nastoupil do jednoho zápasu. Podzimní část sezony 2006/07 strávil na hostování v druholigovém FC Wil.
V létě 2010 přestoupil do BSC Young Boys.
S Young Boys si zahrál v Evropské lize 2014/15, s týmem se probojoval do základní skupiny I, kde číhali soupeři AC Sparta Praha (Česko), SSC Neapol (Itálie) a ŠK Slovan Bratislava (Slovensko).

## Reprezentační kariéra
Costanzo reprezentoval Švýcarsko od mládežnické kategorie U16.
V A-mužstvu Švýcarska debutoval 11. srpna 2010 proti Rakousku (výhra 1:0), v utkání odehrál 20 minut.